# 쌩뚱맞고
엠게임 쌩뚱맞고는 엠게임에서 개발하고 엠게임에서 서비스하는 온라인 보드 게임이다.

## 게임 개요
쌩뚱맞고는 온라인 맞고게임으로 게임 내에 인기개그맨 컬투와 리마리오의 재미있고 쌩뚱맞은 이미지와 사운드를 제공하여 재미를 극대화하고 있다. ‘쌩뚱패, 대박패, 잘못 섞인 패”라는 “쌩뚱맞고”만의 독특한 재미를 줄 수 있는 패들이 존재할 뿐만 아니라, 대박을 암시해주는 매(目)시스템이나 상시 이벤트인 “골든타임” 등을 통해 색다른 재미를 느낄 수 있는 것이 특징이다.

## 게임플레이

### 게임규칙
맞고는 화투를 가지고 하는 놀이의 한 종류로 1명이 차례대로 패를 내어 같은 그림을 가져가는
방식으로 진행된다. 쌩뚱 맞고에서의 패는 같은 무늬가 4장씩 12종류로 48장이 기본 패를 이룬다. 여기에 보너스피 2장이 더해져 모두 50장을 가지고 쌩뚱맞고를 하게 된다.

## 족보
- 초단 : 3장의 붉은 띠를 모으게 되면 3점이 된다.
- 청단 : 청단이라고 적혀 있는 푸른 띠 3장을 모으면 3점이 된다.
- 홍단 : 홍단이라고 적혀 있는 붉은 띠 3장을 모으면 3점이 된다.
- 3광 : 비광을 제외한 광 중에서 3장을 모으면 3점이 된다.
- 비광 : 비광을 포함하여 광이 3장이면 2점이 된다.
- 4광 : 광 4장을 모으면 4점이 된다.
- 5광 : 광 5개를 모두 모으면 족보 최고 점수인 15점이 된다.
- 고도리 : 아래의 새그림이 있는 패 3장을 모으면 5점이 된다.
- 피 : 피는 10장을 모으면 1점이 되고, 이후부터는 한 장에 1점씩 가산이 된다.
- 끗 : 끗은 5장을 모으면 1점이 되고, 이후부터는 한 장에 1점씩 가산이 된다.
- 띠 : 띠는 5장을 모으면 1점이 되고, 이후부터는 한 장에 1점씩 가산이 된다.
- 쌍피 : 아래의 패들은 2피로 계산이 된다. 단, 국준은 본래 열끗이지만, 필요할 경우 유저에게 끗과 피 중 선택을 하게 하고, 피를 선택하면 점수 계산 시 쌍피로 사용할 수 있다.

## 계급
쌩뚱 맞고의 계급은 보유 머니에 따른 자동 승급 시스템으로 청피, 은피, 금피, 청띠, 은띠, 금띠, 청광, 은광, 금광, 지존, 도성, 도협, 도신으로 총 13개의 계급으로 나뉜다.

## 미션

### 쌩뚱미션
쌩뚱 미션은 쌩뚱 맞고를 진행하면서 쌩뚱 맞고의 패 중, 특정 패를 획득하게 되면 완료할 수 있다. 쌩뚱 미션을 수행한 유저가 게임에서 승리하게 되면, 난 점수에 미션에서 표시되어있는 배수만큼 한번 더 계산을 한 후, 상대 유저에게서 머니를 받게 된다. 쌩뚱 미션의 종류는 3장 이상의 패를 모으는 기본미션, 2장의 패를 모으는 2장 더블미션, 1장의 패를 모으는 1장 더블미션, 맞고 게임 중에 나오는 여러 상황(쪽, 뻑, 폭탄, 광박 등)을 이용한 상황미션이 있다.

### 사자성어미션
현재에도 흔히 접하게 되는 고사성어중 우리에게 친숙하고 대중적인 사자성어를 쌩뚱맞고에서 보고, 배울 수 있다. 게임 진행 중 발생할 수 있는 다양한 상황이 미션으로 유저에게 부여되며, 성공시 최고 x10의 배수로 기존 생뚱미션과 함께 적용되므로 보다 스릴있고 재미있는 쌩뚱맞고를 즐길 수 있다.

### 쌩뚱찬스
전판에서 승리한 유저가 ‘찬스’를 신청하게 되면 승리 금액을 상대방에게서 바로 받지 않는 대신에, 다음 판에 쌩뚱 찬스가 적용된다. 쌩뚱 찬스는 2배짜리 미션 패를 1장만 모아도 미션이 완료되며, 이런 미션패가 무려 5장이 나오는 새로운 개념의 쌩뚱 미션이다.

### 생뚱패
쌩둥패는 미션의 배수가 변하게 되는 패이다. 미션을 수행한 유저가 쌩뚱패를 뒤집게되면 배수가 증가하고, 미션을 수행하지 못한 유저가 뒤집게 되면 미션의 배수를 감소시킬 수 있다.

### 대박패
게임에 대박존이 존재하고, 여기에 어마어마한 배수가 매 판마다 등장한다.게임에서 출현하는 대박패를 뒤집은 유저가 승리를 할 경우 난 점수와 대박배수가 계산된 금액이 대박 머니에서 지급된다.

### 보너스패
쌩뚱 맞고에서는 보너스 피가 2피짜리 1장과 4피짜리 1장(총 2장)으로 구성된다.

## 아이템

### 일반아이템
유료 아이템인 점프입장권, 대박패키지, 대박배수보장, 대박배수증가, 대박출현증가, 슈퍼방장, 전적초기화 아이템이 있다

### PC방 아이템
유료 아이템인복돼지저금통, 엠게임존팩, 반짝이 아이템이 있다.

## 보험금
쌩뚱 맞고에서는 게임을 하다가 파산을 해도 일정 계급과 금액을 복구할 수 있도록 쌩뚱 보험금을 운영하고 있다.보험금 적립은 금띠 이상의 계급으로 승급된 후 보유금액이 승급 금액의 120%가 되면, 일정 금액이 적립된다.

## 회원제

### 프리미엄 회원제
Light, Basic, Gold, Platinum, VIP 회원제를 통해 한달 동안 머니혜택, 무료충전 머니 한도 증가, 게임 내 부가혜택 증가 등 다양한 혜택을 누릴 수 있는 5가지 종류의 회원제도가 있다.

## 기타

### 리플레이
한 게임이 플레이 하고 나면 이전 게임을 저장할 수 있는 기능으로 다시보기, 동영상 제작기능이 지원된다.

### 메신저
친구등록 및 대화를 할 수 있는 기능이 지원된다.